# Christine (Texas)
Christine es un pueblo ubicado en el condado de Atascosa en el estado estadounidense de Texas. En el Censo de 2010 tenía una población de 390 habitantes y una densidad poblacional de 85,41 personas por km².

## Geografía
Christine se encuentra ubicado en las coordenadas 28°47′11″N 98°29′52″O / 28.78639, -98.49778. Según la Oficina del Censo de los Estados Unidos, Christine tiene una superficie total de 4.57 km², de la cual 4.57 km² corresponden a tierra firme y (0%) 0 km² es agua.

## Demografía
Según el censo de 2010, había 390 personas residiendo en Christine. La densidad de población era de 85,41 hab./km². De los 390 habitantes, Christine estaba compuesto por el 89.23% blancos, el 0% eran afroamericanos, el 0% eran amerindios, el 0.26% eran asiáticos, el 0% eran isleños del Pacífico, el 9.23% eran de otras razas y el 1.28% pertenecían a dos o más razas. Del total de la población el 74.36% eran hispanos o latinos de cualquier raza.